# Annie Potts
Anne Hampton Potts (Nashville, Tennessee, 1952. október 28. –), ismertebb nevén Annie Potts amerikai színésznő. Karrierje a Száguldó nyár (1978) című filmben kezdődött, amelyért Golden Globe-díjra jelölték. Az 1981-es Szívfájdalom című filmmel megnyerte a kanadai Genie Awards díjat. Ezután több filmben és televíziós sorozatban feltűnt, például a Szellemirtókban (1984) és annak 1989-es folytatásában, illetve ő volt Bo Peep hangja is a Toy Story-franchise első, második és negyedik részében. Az ifjú Sheldon című sorozatban főszerepet játszik.

## Élete
A Tennessee állambeli Nashville-ben született,  Dorothy Harris és Powell Grisette Potts gyermekeként. Nővérei Mary Eleanor (Potts) Hovious és Elizabeth Grissette "Dollie" Potts. A Kentucky állambeli Franklinben nőttek fel; Annie 1970-ben érettségizett a Franklin-Simpson High School tanulójaként.
A Stephens College tanulójaként diplomázott.

## Magánélete
Három gyereke van: Clay, James és Harry. Unokája Cassius, aki 2021. július 12.-én született.

## Filmográfia

### Film
| Év   | Magyar cím                           | Eredeti cím                    | Szerep                      | Magyar hang       |
| ---- | ------------------------------------ | ------------------------------ | --------------------------- | ----------------- |
| 1978 | Száguldó nyár                        | Corvette Summer                | Vanessa                     |                   |
| 1978 | A cigányok királya                   | King of the Gypsies            | Persa                       |                   |
| 1981 | Szívfájdalom                         | Heartaches                     | Bonnie Howard               |                   |
| 1984 | Szellemirtók                         | Ghostbusters                   | Janine Melnitz              | Jani Ildikó       |
| 1984 | Szellemirtók                         | Ghostbusters                   | Janine Melnitz              | Kökényessy Ági    |
| 1984 | Szenvedélyes bűnök                   | Crimes of Passion              | Amy Grady                   | Csellár Réka      |
| 1986 | Álmodj rózsaszínt                    | Pretty in Pink                 | Iona                        | Györgyi Anna      |
| 1986 | Spiclik, sipirc                      | Jumpin' Jack Flash             | Liz Carlson                 | Farkas Zita       |
| 1987 | Csillagközi hajótörött               | The Man Who Fell to Earth      | Louise                      | Farkasinszky Edit |
| 1988 | Golyóálló glória                     | Pass the Ammo                  | Darla Porter                |                   |
| 1988 | Segítség, apa lettem!                | She's Having a Baby            | önmaga (cameo)              |                   |
| 1989 | Gyagyás nyomozás                     | Who's Harry Crumb?             | Helen Downing               | Andresz Kati      |
| 1989 | Szellemirtók 2.                      | Ghostbusters II                | Janine Melnitz              | Borbás Gabi       |
| 1990 | Texasville                           | Texasville                     | Karla Jackson               |                   |
| 1992 | Vázlatok                             | Breaking the Rules             | Mary Klinglitch             |                   |
| 1995 | Toy Story – Játékháború              | Toy Story                      | Bo Peep (hangja)            | Farkasinszky Edit |
| 1999 | Toy Story – Játékháború 2.           | Toy Story 2                    | Bo Peep (hangja)            | Farkasinszky Edit |
| 2004 | Mindörökké Elvis                     | Elvis Has Left the Building    | Shirl                       |                   |
| 2007 |                                      | The Sunday Man (rövidfilm)     | Mrs. Culp                   |                   |
| 2014 |                                      | Chu and Blossom                | Harley néni                 |                   |
| 2015 |                                      | As Good As You                 | Dr. Laura Berg              |                   |
| 2016 | Szellemirtók                         | Ghostbusters                   | szállodai recepciós (cameo) | Borbás Gabi       |
| 2016 |                                      | All at Once                    | Ginny Maxwell               |                   |
| 2017 | Játszd újra                          | Humor Me                       | Dee                         | Vándor Éva        |
| 2017 |                                      | Izzy Gets the F*ck Across Town | Mary                        |                   |
| 2018 |                                      | Happy Anniversary              | Diane                       |                   |
| 2019 | Toy Story 4.                         | Toy Story 4                    | Bo Peep (hangja)            | Farkasinszky Edit |
| 2021 | Arlo, az aligátorfiú                 | Arlo the Alligator Boy         | Edmée (hangja)              |                   |
| 2021 | Szellemirtók – Az örökség            | Ghostbusters: Afterlife        | Janine Melnitz              | Igó Éva           |
| 2024 | Szellemirtók – A borzongás birodalma | Ghostbusters: Frozen Empire    | Janine Melnitz              | Igó Éva           |

### Televízió
- Isteni sugallat